# Йоргіа Фільче-Труя
Йоргіа Фільче-Труя (алб. Jorgjia Filçe-Truja; 20 січня 1907, Корча, Османська імперія — 22 червня 2005, Тирана, Албанія) — албанська співачка (сопрано). Народна артистка Албанії. Закінчила Національну академію Санта-Чечілія.